# 3640 Ґостін
3640 Ґостін (3640 Gostin) — астероїд головного поясу, відкритий 11 жовтня 1985 року.
Тіссеранів параметр щодо Юпітера — 3,638.